# Loma Blanca Football Club
El Loma Blanca Football Club fue un club chileno de fútbol con sede en la ciudad de Santiago. Fue fundado el 5 de agosto de 1904 y jugaba en la Asociación de Football de Santiago.
Marcó su presencia durante las primeras tres décadas del siglo XX, como uno de los animadores de las ligas locales.

## Historia

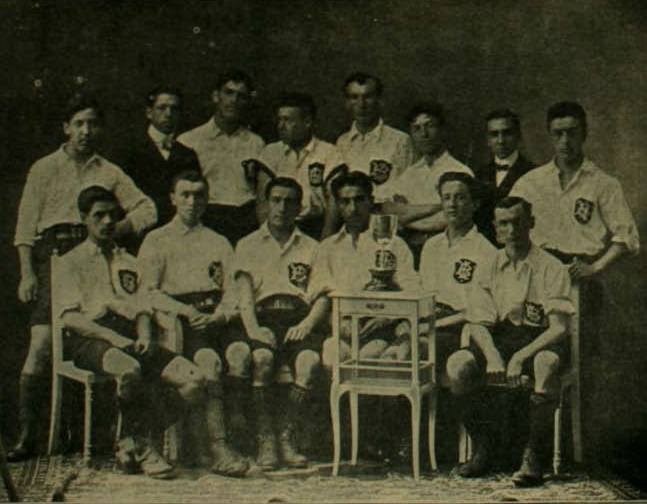
Equipo de Loma Blanca campeón de la Copa Junior de 1905.

De acuerdo al relato de Ramón Meneses, antiguo socio, en 1904 el profesor de gimnasia Francisco Carvacho recibió una invitación de un amigo suyo, residente de Maipú, para que fuera a esa localidad junto a sus alumnos del Liceo Miguel Luis Amunátegui. Al salir a conocer los campos de Maipú, descubrieron un terreno apropiado para jugar un partido de fútbol y aprovecharon el momento de entusiasmo para fundar al club, el 5 de agosto de ese año.
El club fue denominado Loma Blanca en recuerdo del sitio en que se jugó el partido ya mencionado, propiedad del presidente de Chile Germán Riesco, quién sería fundador honorario. Su primer match oficial fue ante el club Chile-Argentina, en el Parque Cousiño, el cual perdió por 0-3.
Inscrito en la Asociación de Football de Santiago (AFS), el club ganó la Copa Junior, competencia de Segunda División, correspondiente a la temporada de 1905, entre London F. C. y Manuel Antonio Matta F. C. En su segundo año de existencia, el club ascendió y entró a competir por la Copa Unión de la Asociación de Football de Santiago, con la llegada de numerosos socios que pertenecieron al disuelto Atlético Unión.
En 1907 obtuvo el título de la AFS, tras superar a Thunder, Chile-Argentina, Magallanes, National Star, Barcelona, English y London. El equipo campeón estuvo compuesto por: Lester; J. Ríos, Arturo Ramsay; J. Harriet, L. Barriga, Mac Niven; M. Díaz Valdés, J. Ramsay, J. Torres; L. Risoso y D. Jackson.
En los años posteriores, continuó jugando en la AFS, pero no pudo repetir el logro del año 1907.
Para 1917 se encontraba participando en la Liga Santiago.
En 1927, Loma Blanca compitió en la sección H de la Liga Central de Football 1927, en la que obtuvo la tercera posición, mientras que en la edición de 1928 logró el subcampeonato de la serie C, detrás de Santiago.
Hacia finales de la década de 1920, compitió en la Segunda División de la Asociación de Football de Santiago, en la cual enfrentó a equipos como Deutscher Sport Verein, Carlos Walker, Universitario y Morning Star, con el que registra un empate 0-0 en el año 1930.

## Presidentes
Al 12 de septiembre de 1924, el directorio del Loma Blanca Football Club estaba compuesto por:
- Presidente: Guillermo Aitmann.
- Vicepresidente: Anselmo Escalante.
- Tesorero: Arturo Lira.
- Secretario: Juan Arenas.
- Capitán primero: Pedro E. Marchant.
- Capitán segundo: Manuel Badal.
- Directores: Ramón Núñez y Manuel Bobadilla.

## Uniforme
El uniforme titular del equipo consistía en una camiseta de color granate.
| 1923 |

## Palmarés

### Torneos locales
- Copa Unión de la Primera División de la Asociación de Football de Santiago (1): 1907.
- Copa Junior de la Segunda División de la Asociación de Football de Santiago (1): 1905.
- Liga Santiago de Football (4): 1912, 1914, 1916, 1917.
- Subcampeón de la Liga Santiago de Football (2): 1915, 1923.[5]
- Subcampeón de la Primera División de la Liga Central de Football de Santiago (1): Serie C 1928.

En 1915, fueron campeones el segundo y tercer equipo; en 1918, fue campeón de Tercera División; en 1919, de la Quinta División; y en 1923, el equipo obtuvo el segundo puesto.